# William L. Nelson

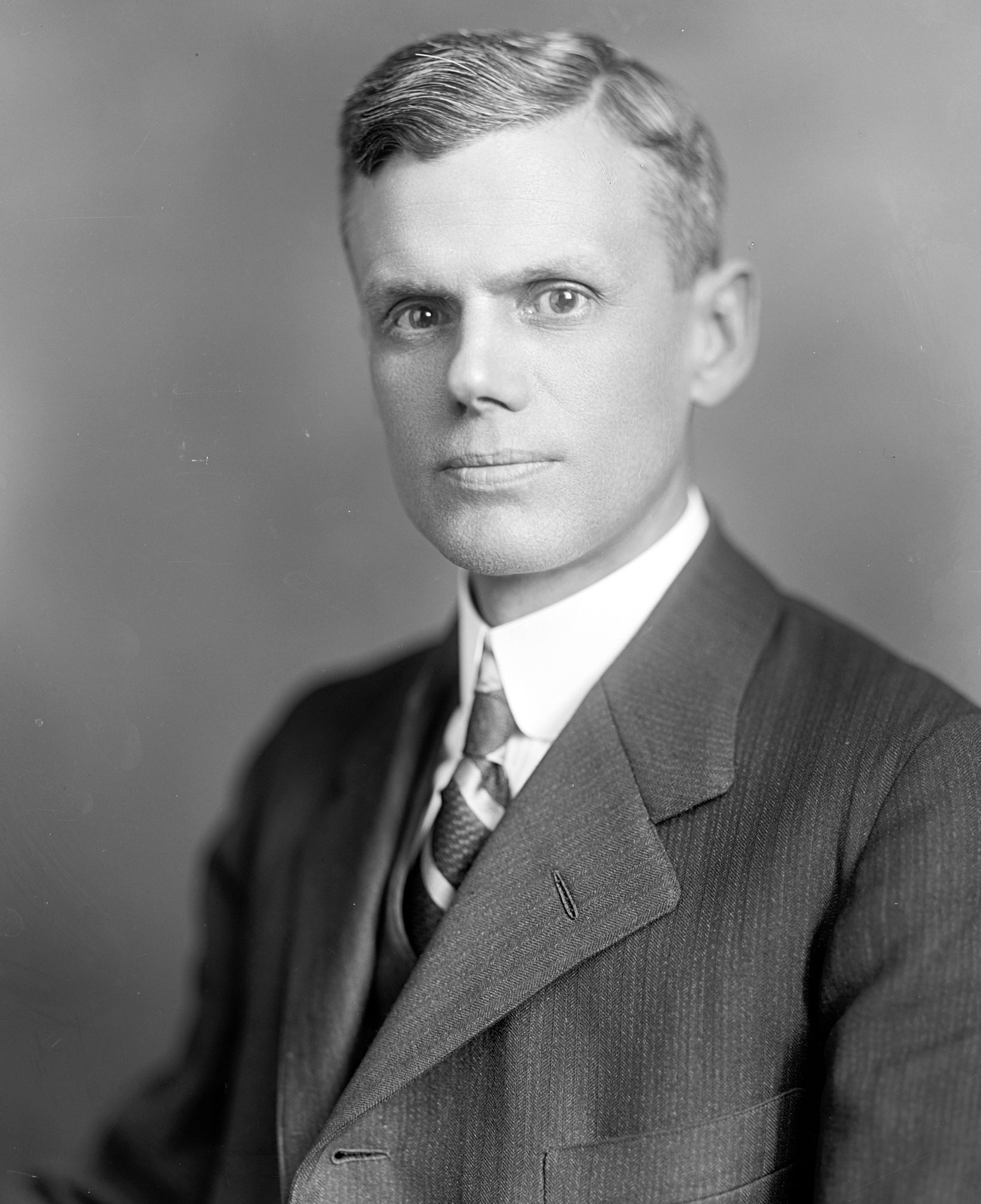
William L. Nelson

William Lester Nelson (* 4. August 1875 bei Bunceton, Cooper County, Missouri; † 31. Dezember 1946 in Columbia, Missouri) war ein US-amerikanischer Politiker. Zwischen 1919 und 1943 vertrat er dreimal den Bundesstaat Missouri im US-Repräsentantenhaus.

## Werdegang
William Nelson besuchte die öffentlichen Schulen seiner Heimat, das Hooper Institute, das William Jewell College in Liberty und das Missouri College of Agriculture in Columbia. Danach unterrichtete er für einige Jahre als Lehrer, ehe er in Bunceton in das Zeitungsgeschäft einstieg. Gleichzeitig begann er als Mitglied der Demokratischen Partei eine politische Laufbahn. In den Jahren 1901 bis 1903 sowie nochmals von 1905 bis 1907 war er Abgeordneter im Repräsentantenhaus von Missouri. Danach zog er nach Columbia. Zwischen 1908 und 1918 arbeitete er für das Landwirtschaftsministerium des Staates Missouri. In den Jahren 1921 bis 1924 war er auch für einige landwirtschaftliche Magazine tätig. Außerdem engagierte er sich selbst im Agrarsektor.
Bei den Kongresswahlen des Jahres 1918 wurde Nelson im achten Wahlbezirk von Missouri in das US-Repräsentantenhaus in Washington, D.C. gewählt, wo er am 4. März 1919 die Nachfolge von Dorsey William Shackleford antrat. Da er im Jahr 1920 nicht bestätigt wurde, konnte er bis zum 3. März 1921 zunächst nur eine Legislaturperiode im Kongress absolvieren. In dieser Zeit wurden der 18. und der 19. Verfassungszusatz ratifiziert. In den folgenden Jahren war er in der Landwirtschaft und journalistisch tätig.
Bei den Wahlen des Jahres 1924 wurde Nelson erneut im achten Distrikt seines Staates in den Kongress gewählt. Dort löste er am 4. März 1925 Sidney C. Roach ab, der vier Jahre zuvor sein Nachfolger geworden war. Nach drei Wiederwahlen konnte er bis zum 3. März 1933 vier weitere Amtszeiten im US-Repräsentantenhaus verbringen. Im Jahr 1932 wurde Nelson von seiner Partei nicht mehr zur Wiederwahl nominiert. Zwei Jahre später wurde er im zweiten Bezirk seines Staates als Nachfolger von Ralph F. Lozier erneut in das US-Repräsentantenhaus gewählt, wo er zwischen dem 3. Januar 1935 und dem 3. Januar 1943 vier letzte Legislaturperioden absolvieren konnte. Bis 1941 wurden im Kongress weitere New-Deal-Gesetze der Bundesregierung unter Präsident Franklin D. Roosevelt verabschiedet. Seit dem 7. Dezember 1941, dem Tag des japanischen Angriffs auf Pearl Harbor war auch die Arbeit des Kongresses von den Ereignissen des Zweiten Weltkrieges bestimmt.
1942 wurde William Nelson nicht wiedergewählt. Im Jahr 1943 arbeitete er für die War Food Administration, die während des Krieges für die Verteilung der Lebensmittel zuständig war. Danach kehrte er nach Columbia zurück, wo er am 31. Dezember 1946 verstarb.